# Lithacodia squalida
Lithacodia squalida là một loài bướm đêm trong họ Noctuidae.